# Bicing
A Bicing a spanyolországi Barcelona kerékpármegosztó rendszere. A szolgáltatás 2007. március 17-én indult, üzemeltetője a iHeartMedia.

## Forgalom
2014-ben összesen 420 bicikli-kölcsönző állomás volt üzemben, ahonnan összesen 6000 kerékpárt lehetett kibérelni. A napi kölcsönzések száma 28 093 volt átlagosan.

## Neve
A Bicing szó a katalán vagy spanyol nyelvben is megtalálható bici szóból ered, amely a kerékpár (bicikli) rövidebb formája. Ezt egészítették ki egy ing végződéssel, hasonlóan mint a parking vagy a jogging szavak esetében.

## Képek

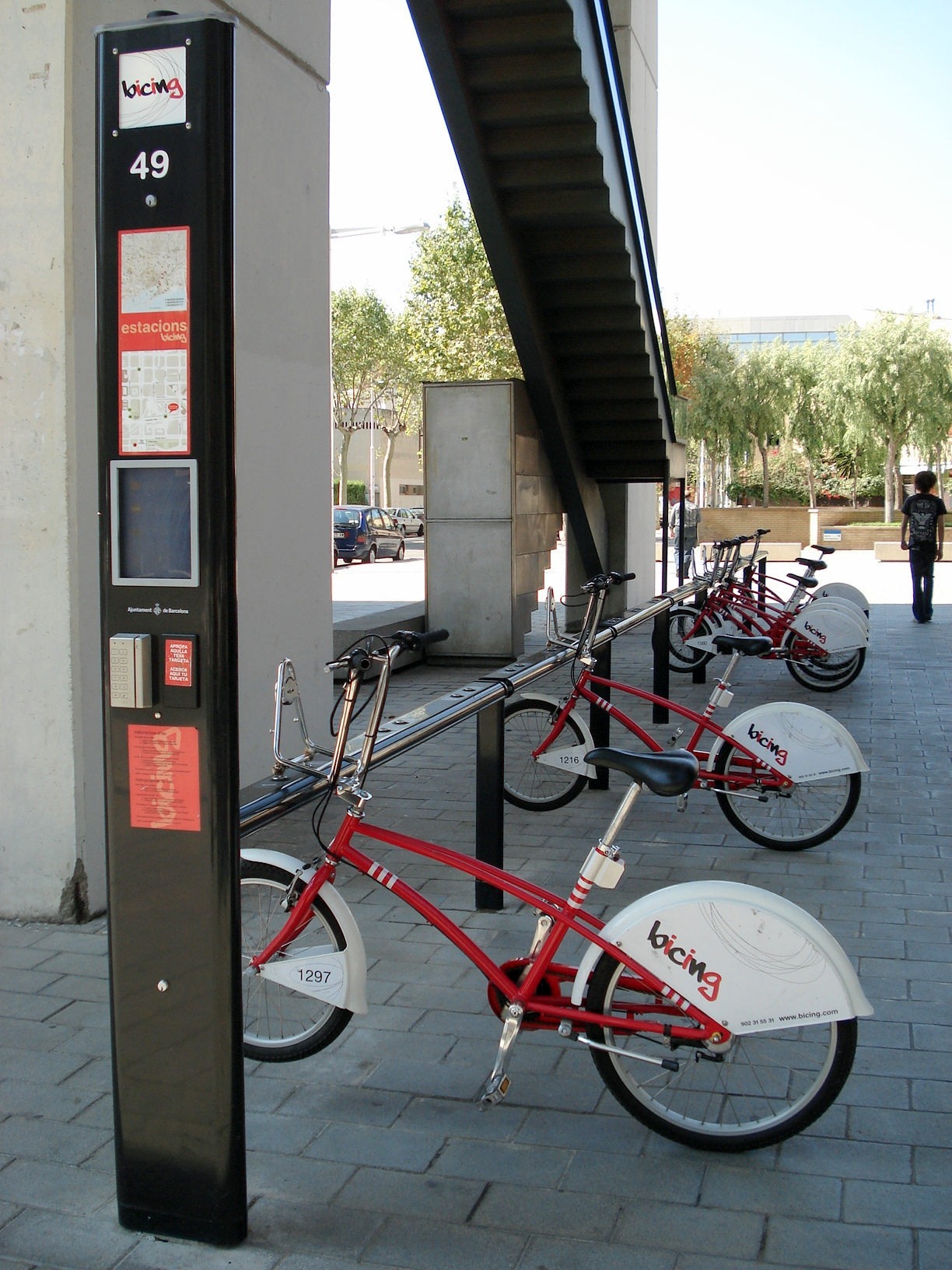
Bérlő állomás
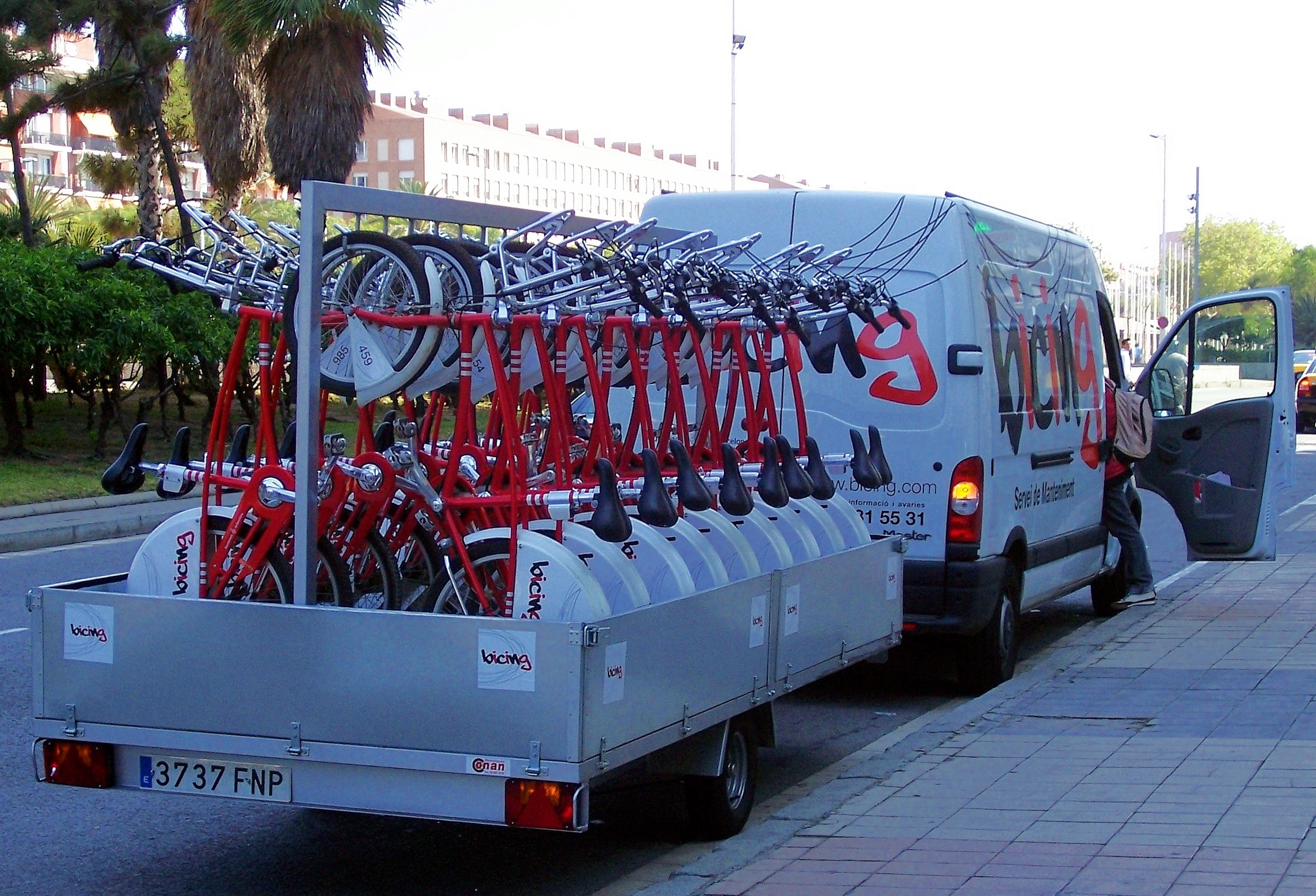
Begyűjtött kerékpárok
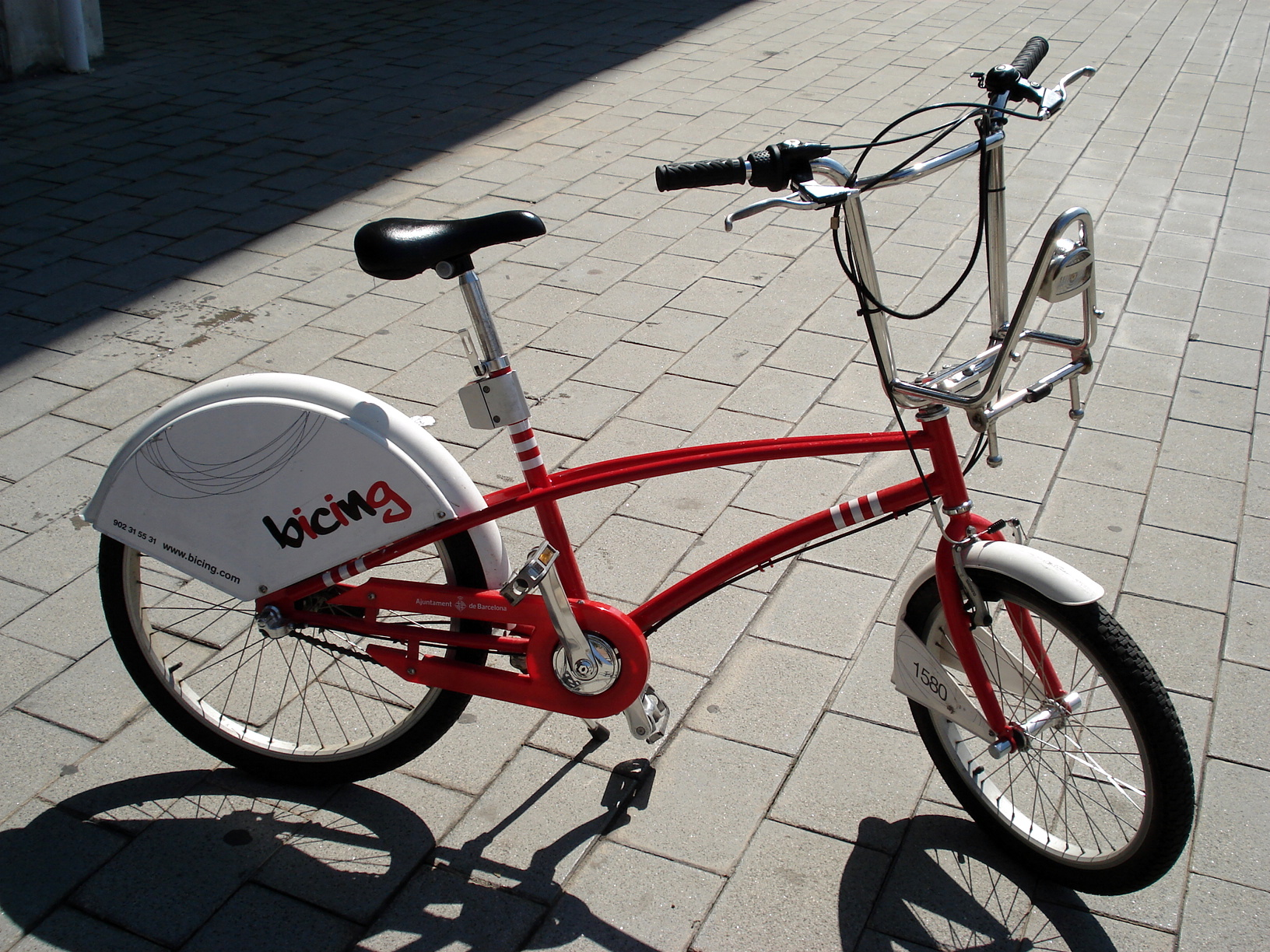
Egy átlagos kerékpár
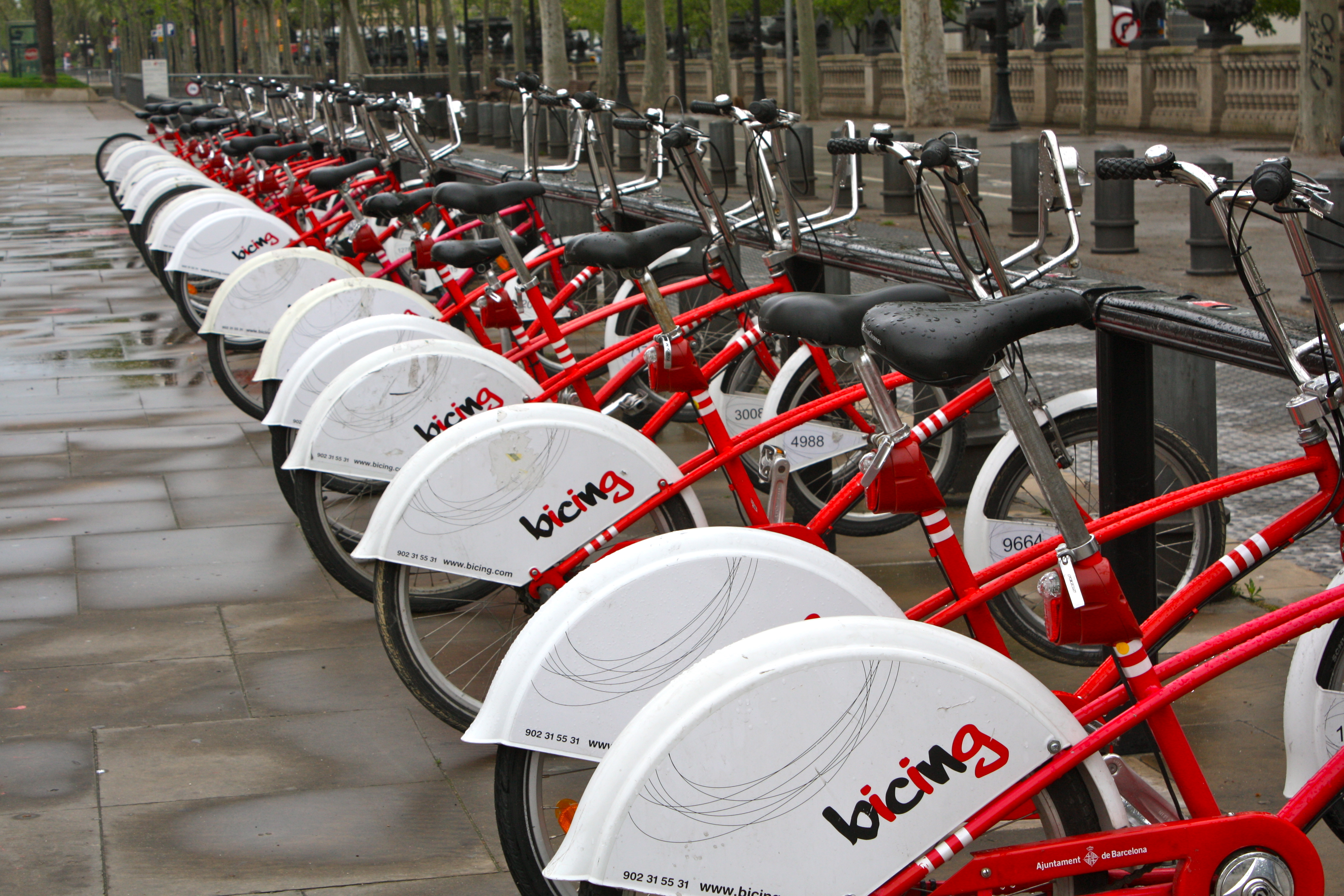
Kölcsönzésre váró kerékpárok

## Lásd még
- MOL Bubi